# Górowo (Kozłowo)
Górowo (deutsch Gorrau, 1938 bis 1945 Gorau) ist ein kleines Dorf in der polnischen Woiwodschaft Ermland-Masuren. Es gehört zur Gmina Kozłowo (Landgemeinde Groß Koslau, 1938 bis 1945 Großkosel) im Powiat Nidzicki (Kreis Neidenburg).

## Geographische Lage
Górowo liegt im Südwesten der Woiwodschaft Ermland-Masuren, zehn Kilometer südlich der Kreisstadt Nidzica (deutsch Neidenburg).

## Geschichte
Im Jahre 1374 wurde Goraw (nach 1574 Gornau, nach 1785 Gorrau) gegründet. In seinem Kern bestand der Ort aus vier mittleren Höfen.
1874 kam Gorrau zum neu errichteten Amtsbezirk Saberau (polnisch Zaborowo) im ostpreußischen Kreis Neidenburg. Die Einwohnerzahl belief sich im Jahre 1910 auf 46, im Jahre 1933 auf 101.
Aus politisch-ideologischen Gründen der Vermeidung fremdländisch klingender Ortsnamen wurde Gorrau am 3. Juni – amtlich bestätigt am 16. Juli – 1938 in „Gorau“ umbenannt. 1939 betrug die Zahl der Einwohner 79.
In Kriegsfolge wurde 1945 das gesamte südliche Ostpreußen an Polen überstellt. Gorau erhielt die polnische Namensform „Górowo“ und ist heute mit dem Sitz eines Schulzenamts (polnisch Sołectwo) eine Ortschaft im Verbund der Gmina Kozłowo (Landgemeinde Groß Koslau, 1938 bis 1945 Großkosel) im Powiat Nidzicki (Kreis Neidenburg), bis 1998 der Woiwodschaft Olsztyn, seither der Woiwodschaft Ermland-Masuren zugehörig.

## Kirche
Bis 1945 war Gorrau resp. Gorau in die evangelische Kirche Saberau (polnisch Zaborowo) in der Kirchenprovinz Ostpreußen der Kirche der Altpreußischen Union, außerdem in die römisch-katholische Kirche Neidenburg im Bistum Ermland eingepfarrt. Heute gehört Górowo katholischerseits zur Kirche Pielgrzymowo (Pilgramsdorf), einer Filialkirche der Pfarrei Nidzica (Neidenburg) im jetzigen Erzbistum Ermland, evangelischerseits zur Heilig-Kreuz-Kirche Nidzica in der Diözese Masuren der Evangelisch-Augsburgischen Kirche in Polen.

## Verkehr
Górowo liegt an einer Nebenstraße, die die Schnellstraße 7 bei Powierz (Powiersen, 1938 bis 1945 Waldbeek) mit der Woiwodschaftsstraße 544 bei Iłowo-Osada (Illowo) verbindet. Eine Anbindung an den Bahnverkehr besteht nicht.